# 謝裕
謝 裕（しゃ ゆう、370年 - 416年）は、東晋末の官僚。字は景仁。本貫は陳郡陽夏県。弟は謝純・謝甝・謝述。

## 経歴
謝允（東晋の太保謝安の次兄の謝拠の次男）の長男として生まれた。幼くして大叔父の謝安に目をかけられた。はじめ前軍行参軍や輔国参軍事をつとめた。会稽王世子司馬元顕のお気に入りである張法順が一時期の権勢を握り、内外の人士でその門を訪れない者はいない有様であったが、謝裕はひとり赴かなかった。30歳になると、著作佐郎となった。
元興元年（402年）、桓玄が司馬元顕を殺害すると、謝裕は桓玄の知遇をえた。桓玄が太尉となると、謝裕は太尉行参軍となった。元興2年（403年）、桓玄が大将軍に転じると、謝裕は参大将軍軍事に転じた。桓玄が楚国を建てると、謝裕は黄門侍郎に任じられた。桓玄が帝を称すると、謝裕は驍騎将軍を兼ねた。謝裕は博覧強記であり、桓玄は謝裕と語り合うことを好んだ。桓玄が外出すると、殷仲文や卞範之らは騎馬で随従したが、謝裕は桓玄の車輦に陪乗を許された。
劉裕が桓修の下で撫軍中兵参軍となると、謝裕のもとを訪れて語り合い、一目置くようになった。謝裕は武陵王司馬遵の下で大将軍記室参軍となり、次いで従事中郎となり、司徒左長史に転じた。劉裕の下で鎮軍司馬となり、晋陵郡太守を兼ねた。さらに車騎司馬をつとめた。義熙5年（409年）、劉裕が南燕に対する北伐を計画すると、東晋の朝廷では反対論が強かったが、謝裕はひとり賛同した。北伐が決行されると、謝裕は琅邪王司馬徳文の下で大司馬左司馬となり、大司馬府の事務を任された。右衛将軍の号を受け、給事中の位を加えられた。さらに吏部尚書に転じた。ときに従兄の謝混が尚書左僕射となると、当時の制度では同じ一族が尚書の任にあることを禁じていたにもかかわらず、劉裕は王彪之と王劭の前例を挙げて、謝裕の尚書の任を解かなかった。令史の邢安泰が陵廟に参拝した罪に連座して、謝裕は免官され、無官のまま吏部の職務をつとめることとなった。
義熙8年（412年）、領軍将軍の号を受けた。義熙11年（415年）、尚書右僕射に任じられた。まもなく尚書左僕射に転じた。
義熙12年（416年）、死去した。享年は47。金紫光禄大夫・散騎常侍の位を追贈された。

## 子女
- 謝恂（字は泰温、鄱陽郡太守）
- 女（廬陵王劉義真の妃）

## 伝記資料
- 『宋書』巻52 列伝第12
- 『南史』巻19 列伝第9